# Tossal Gros (el Cogul)
El Tossal Gros és una muntanya de 353 metres que es troba al municipi del Cogul, a la comarca catalana de les Garrigues.